# Aialon
Aialon (hebreu: אַיָּלוֹן o איילון) va ser una ciutat i una regió cananea del centre de Palestina, al camí entre Jerusalem i la costa mediterrània.
Josuè va atacar els amorreus vora la ciutat de Gabaon, i va demanar a Jahvè que el sol s'aturés a Gabaon i la lluna a la vall d'Aialon, per poder castigar els enemics. Més tard Josuè va assignar la ciutat i el territori a la Tribu de Dan, i més tard van passar a la Tribu de Leví.
Quan Elon, jutge d'Israel, va morir, el van enterrar a Aialon, segons el Llibre dels Jutges. El Llibre dels Jutges diu també que la tribu de Dan no va poder treure els amorreus de les valls, i que van continuar habitant a Harheres, Aialon i Xaalbim. Però, quan les tribus de Josep van ser més fortes, els van sotmetre a prestacions forçoses.